# Jelmez
Jelmez alatt olyan öltözetet értünk, mely bizonyos állapotot, kort, nemzetiséget, rangot, hivatalt jelöl, és ünnepélyek, hivatalos alkalmak, színpadi előadások alkalmával vagy képzőművészeti termékeken használunk.

## A színpadi jelmez
Színpadi jelmez kifejezés alatt minden olyan a színpadon használt ruhát értünk, amit az előadók a színpadon viselnek. A kifejezést néha csak azokra a ruhákra értik, amit a jelmeztervező kifejezetten az előadóművész számára felkérésre készített. A színházi jelmezek segíthetik a színészt a játszott karakter életkorának, nemi szerepének, foglalkozásának, társadalmi osztályának, személyiségének ábrázolásában. A színpadi jelmezek használhatók történelmi kor ábrázolásában vagy egy karakter jellemvonásának eltúlzásában.

## Galéria

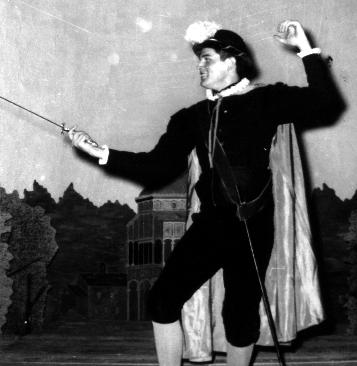
Shakespearean színész
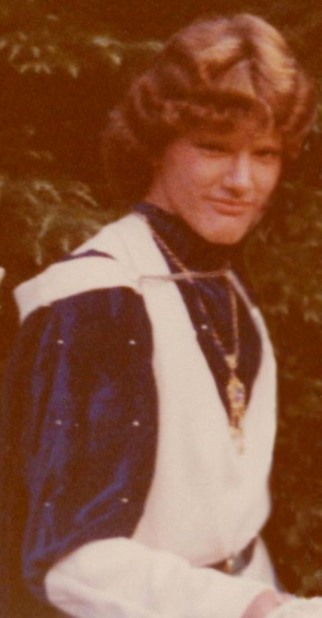
Színész Erzsébet-kori jelmezben
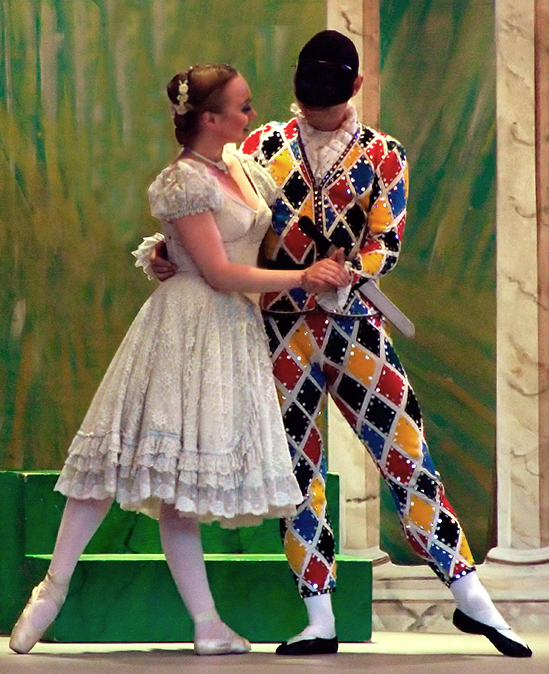
Commedia dell'arte jelmezek
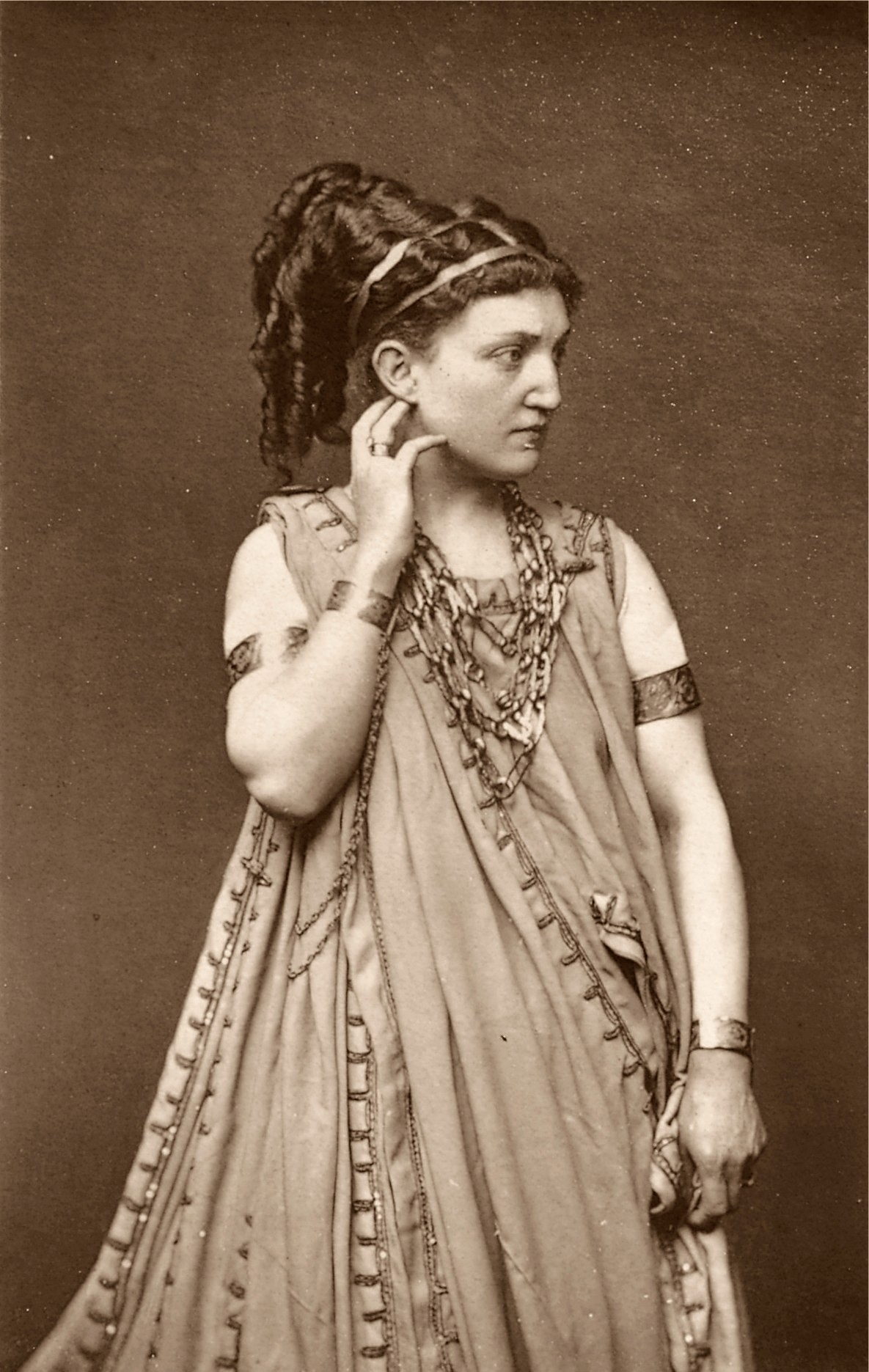
Kate Josephine jelmez

## Az Év Jelmeztervezője
- 2015 - Orosz Klaudia látvány- és bábtervező művész nyerte el.[2]
- 2016 - Nagy Fruzsina Az Év Jelmeztervezője.[3]

## Fordítás
- Ez a szócikk részben vagy egészben  a   Stage_clothes című angol Wikipédia-szócikk ezen változatának fordításán alapul.  Az eredeti cikk szerkesztőit annak laptörténete sorolja fel. Ez a jelzés csupán a megfogalmazás eredetét és a szerzői jogokat jelzi, nem szolgál a cikkben szereplő információk forrásmegjelöléseként.